# 1817 في ألمانيا
فيما يلي قوائم الأحداث التي وقعت خلال عام 1817 في ألمانيا.

## كتب
من الكتب التي صدرت هذه السنة في ألمانيا:
- 1 يناير – موسوعة علوم الفلسفة من تأليف جورج فيلهلم فريدريش هيغل.

## مواليد

### فبراير
- 22 فبراير – أوتيلي فيلدرموت كاتبة ألمانية.[1]
- 24 فبراير – هاينريش فون إدوارد لادي

### يوليو
- 24 يوليو – أدولف[2]

### سبتمبر
- 7 سبتمبر – لويز من هسن-كاسل ملكة الدنمارك.[3]
- 14 سبتمبر – تيودور شتورم كاتب ألماني.[4]

### نوفمبر
- 6 نوفمبر – غوستاف كارل فيلهلم هيرمان كارستن عالم نبات ألماني.[5]
- 30 نوفمبر – تيودور مومسن[6]

## وفيات

### يناير
- 1 يناير – مارتن كلابروت (مواليد 1743) كيميائي ألماني.[7]

### فبراير
- 10 فبراير – كارل تيودور فون دالبيرغ (مواليد 1744)[8]